# Valérie Van Ryckeghem
Valérie Van Ryckeghem (Brugge, 21 augustus 1975) is een Belgische golfprofessional.

## Levensloop
Van Ryckeghem werd op 1 november 1995 professional. Zij speelde van 1996-2002 op de Ladies European Tour (LET) waar zij in 1997 haar eerste overwinning behaalde.  Zij heeft nog elf keer in de top-10 gestaan, maar een tweede overwinning is nooit gekomen.
Van Ryckeghem is een van de pro's van de Royal Zoute Golf Club en is nu lid van de Members Tour, die in samenwerking met de Belgische PGA in 2005 is opgezet.

## Gewonnen
- 1997: Sicilian Ladies' Open (LET)
- 2001: PGA Kampioenschap (België) op de Koninklijke Golf Club Oostende
- 2002: PGA Kampioenschap (België) op de Golf Club de Pierpont

## Teams
- Belgian International Juniors Tournament: 1995 (winnaars)